# Emmanuel Adegboyega
Emmanuel Oluwanifemi Adegboyega (Dundalk, 16 settembre 2003) è un calciatore irlandese, difensore del Dundee Utd in prestito dal Norwich City.

## Caratteristiche tecniche
È un difensore centrale.

## Carriera

### Club
È cresciuto nei settori giovanili di Warrenpoint Town, Newry City, Drogheda Utd e Dundalk. Il 19 gennaio 2023 è stato riacqusitato dal Drogheda United ed il 24 febbraio ha debuttato in prima squadra nell'incontro di Premier Division pareggiato 1-1 contro lo Shamrock Rovers. Ha segnato il suo primo gol il 10 marzo seguente, nell'incontro di campionato vinto 1-0 contro l'UCD ed il 13 luglio ha firmato il suo primo contratto professionistico.
Il 3 agosto 2023 è stato acquistato a titolo definitivo dal Norwich City, che lo ha assegnato alla formazione Under-21. Il 4 gennaio 2024 è passato in prestito al Walsall, dove ha giocato in N fino al termine della stagione.
Il 7 agosto seguente è stato ceduto con la stessa formula al Dundee Utd, club della prima divisione scozzese.

### Nazionale
Ha giocato con la nazionale irlandese Under-21.

## Statistiche

### Presenze e reti nei club
Statistiche aggiornate al 17 maggio 2025.
| Stagione        | Squadra         | Campionato      | Campionato | Campionato | Coppe nazionali | Coppe nazionali | Coppe nazionali | Coppe continentali | Coppe continentali | Coppe continentali | Altre coppe | Altre coppe | Altre coppe | Totale | Totale | Totale |
| Stagione        | Squadra         | Comp            | Pres       | Reti       | Comp            | Pres            | Reti            | Comp               | Pres               | Reti               | Comp        | Pres        | Reti        | Pres   | Reti   |        |
| --------------- | --------------- | --------------- | ---------- | ---------- | --------------- | --------------- | --------------- | ------------------ | ------------------ | ------------------ | ----------- | ----------- | ----------- | ------ | ------ | ------ |
| 2023            | Drogheda Utd    | PD              | 22         | 1          | CI              | 1               | 0               | -                  | -                  | -                  | -           | -           | -           | 23     | 1      |        |
| gen.-giu. 2024  | Walsall         | FL2             | 13         | 3          | FACup+CdL       | 1+0             | 0               | -                  | -                  | -                  | FLT         | 0           | 0           | 14     | 3      |        |
| 2024-2025       | Dundee Utd      | SP              | 31         | 3          | CS+CdL          | 1+2             | 0               | -                  | -                  | -                  | -           | -           | -           | 34     | 3      |        |
| Totale carriera | Totale carriera | Totale carriera | 66         | 7          |                 | 5               | 0               |                    | -                  | -                  |             | 0           | 0           | 71     | 7      |        |